# Kuraj (Kraj Krasnojarski)
Kuraj (ros. Курай) – wieś (sieło) w Rosji, w Kraju Krasnojarskim, w rejonie dzierżyńskim. W 2010 liczyła 648 mieszkańców.